# Momo Yansané
Pour les articles homonymes, voir Yansané.
Momo Yansané né le 29 juillet 1997 à Fria, est un  footballeur international guinéen qui évolue au poste d'attaquant au HNK Rijeka.

## Biographie

### Carrière en club
Entre 2019 et 2020, il a joué pour le FK Isloch Minsk Raion en Biélorussie. 

### Carrière internationale
En 2017, il a participé à la CAN des moins de 20 ans, puis à la Coupe du monde des moins de 20 ans. 